# Eupithecia macfarlandi
Eupithecia macfarlandi es una especie de polilla de la familia Geometridae. La especie fue descrita por primera vez por Ferris habiendo sido descrita en 2007, con distribución endémica en la Sierra Huachuca de Arizona, Estados Unidos. El holotipo de la especie fue descrita en los alrededores de la Sierra de Chiricahua, en el Condado de Cochise. El hábitat consiste en bosques de robles y robledales coníferos.

## Descripción
La longitud de las alas anteriores es de 9 a 9,5 mm para los machos y de 9,5 a 11,0 mm para las hembras. Los adultos vuelan desde finales de agosto hasta mediados de septiembre.